# Chanéaz
Chanéaz is een plaats en voormalige gemeente in het Zwitserse kanton Vaud. Op 31 december 2012 telde Chanéaz 107 inwoners.

## Geschiedenis
Voor 2008 maakte de gemeente deel uit van het toenmalige district Yverdon. Op 1 januari 2008 werd de gemeente deel uit van het nieuwe district Jura-Nord vaudois. Op 1 januari 2013 fuseerde de gemeente met de gemeentes Chapelle-sur-Moudon, Correvon, Denezy, Martherenges, Neyruz-sur-Moudon, Peyres-Possens, Saint-Cierges en Thierrens van het aangrenzende district Gros-de-Vaud tot de nieuwe gemeente Montanaire, waarbij de gemeente ook over ging naar het genoemde district.
- Gemeinsame Normdatei: 4704629-6
- Historisch woordenboek van Zwitserland: 002627
- Virtual International Authority File: 240552804
- WorldCat: E39PBJd3JmQXR6bHbxbBYB6R8C